# 国鉄タム400形貨車
国鉄タム400形貨車（こくてつタム400がたかしゃ）は、かつて鉄道省、運輸通信省、運輸省、日本国有鉄道（国鉄）及び1987年（昭和62年）4月の国鉄分割民営化後は日本貨物鉄道（JR貨物）に在籍した私有貨車（タンク車）である。
本形式より改造され別形式となったタム20400形についても本項目で解説する。

## タム400形
タム400形は、1928年（昭和3年）の車両称号規程改正によりリ2510形（リ2510、リ2511→タム400、タム401）、ア2560形（ア2560、ア2561→タム402、タム403）の合計4両を改番し誕生した形式である。種車となったリ2510形は1926年（大正15年）に新潟鐵工所にて製造された車両である。
タム400形となった後も1968年（昭和43年）9月10日までの40年間に渡り417両（タム400 - タム499、タム1400 - タム1698、タム10400 - タム10417）が新潟鐵工所、三菱重工業、日立製作所、日本車輌製造等にて製造または改造編入された。またその後本形式より多数の車両が改造され他形式車となった。
本形式の他に「濃硫酸」又は「濃硫酸及び発煙硫酸」を専用種別とする貨車は、タキ300形（469両）、タキ4000形（351両）、タキ5750形（500両）、タキ29300形（62両）、タキ46000形（71両）等実に21形式が存在した。
貨物列車の最高速度引き上げが行われた1968年（昭和43年）10月1日ダイヤ改正対応のため、軸距3,500mm未満の車両は強制廃車された。軸距3,500mm以上の大半の車両は軸ばね支持方式が二段リンク式に改造され、最高運転速度は65km/hから75km/hへ引き上げられた。
1979年（昭和54年）10月より化成品分類番号「侵（禁水）84」（侵食性の物質、水と反応する物質、腐食性物質、禁水指定のもの）が標記された。
長年にわたり増備されたためロットによる寸法の幅が広い。全長は5,380mm - 8,000mm、全幅は2,004mm - 2,388mm、全高は3,135mm - 3,425mm、軸距は2,743mm - 4,000mm、実容積は8.0m3 - 9.3m3、自重は8.0t - 10.3t、換算両数は積車2.4、空車1.0、車軸は12t長軸であった。
1987年（昭和62年）4月の国鉄分割民営化時には9両（タム1556、タム1557、タム10402 - タム10407、タム10410）の車籍がJR貨物に継承されたが、1989年（平成元年）11月に最後まで在籍した1両（タム10410）が廃車となり同時に形式消滅となった。

## タム20400形
タム20400形は濃硫酸及び発煙硫酸専用の15 t 積み私有貨車（タンク車）である。
当初タム400形の軸ばね支持装置は一段リンク式であったが、貨物列車の最高速度引き上げが行われた1968年（昭和43年）10月1日ダイヤ改正対応のため、大半の車は二段リンク式に改造したが、二段リンク化の対象外となった車両が15両（ロタム20424 - ロタム20426、ロタム20429、ロタム20430、ロタム20435 - ロタム20437、ロタム20488 - ロタム20489、ロタム21419、ロタム21493、ロタム21526、ロタム21570 - ロタム21571）残り、区別のため別形式（タム20400形）とした。車番は現番号に「20000」を加える形となった。改造内容は標記類の書き換え以外何もなく、むしろ本形式の方が本来のタム400形ともいえる。
識別のため記号に「ロ」が追加され「ロタム」となり黄色（黄1号）の帯を巻いている。更に北海道内を常備駅とした車両は識別の「ロ」を丸で囲んだ通称マルロが使用され、タンク体には同色で「道外禁止」と標記された。
所有者は東酸商事、日曹金属、チッソ、三井東圧化学であった。
全長は7,500 mm - 8,000 mm、実容積は8.9 m3、自重は9.3 t、換算両数は積車2.4、空車1.0、最高運転速度は65 km/h、車軸は12 t長軸であった。
1973年（昭和48年）9月12日に最後まで在籍した3両（ロタム21419、ロタム21570、ロタム21571）が廃車となり、同時に形式消滅となった。